# 마차시 성당

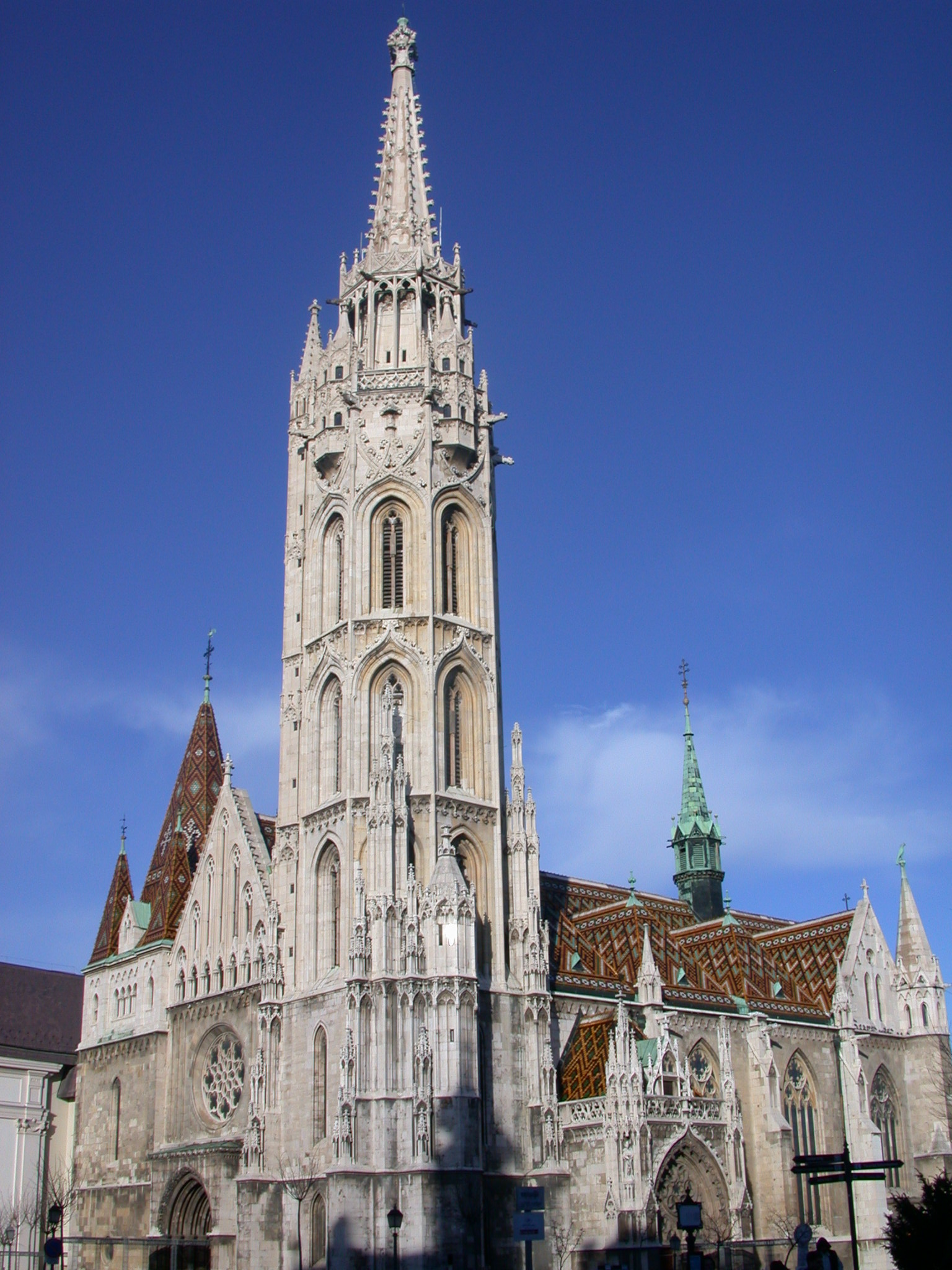
마차시 성당

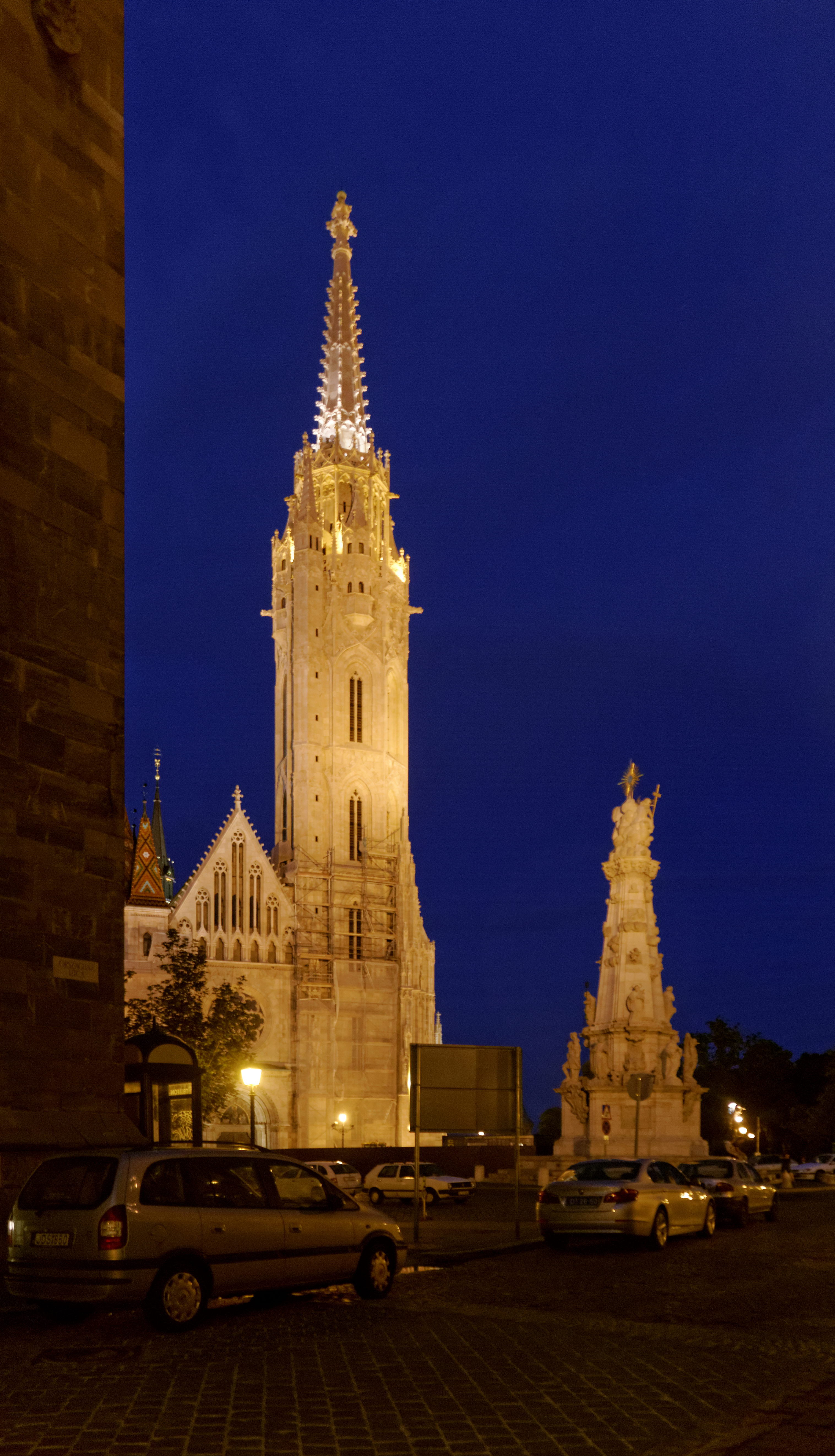
마차시 성당 (2013년)

마차시 성당(헝가리어: Mátyás templom)은 헝가리 부다페스트에 있는 성당이다. 정식 이름은 성모 마리아 대성당이지만, 이곳의 남쪽 탑에 마차시 1세(1458~1490) 왕가의 문장과 그의 머리카락이 보관되어 있기 때문에 마차시 성당으로 불리게 되었다. 기독교의 전래에 따라 원래는 1015년에 건축된 것이다. 1255년, 부다 성내에 건축되어, 역대 국왕의 결혼식과 대관식의 장소로서 이용되었다. 현존하는 건물은 14세기 후반에 화려한 후기 고딕 양식으로 건조된 것으로서, 1479년에 마차시 1세에 의해 대개축됨으로써, 높이 80미터의 첨탑이 증축되었고, 19세기 후반에 광범위하게 수복된 것이다. 700년이라는 교회의 역사 중, 이 성당은 부다의 풍요로움 (혹은, 헝가리인에 있어서 의지처)이었고, 따라서 종종 비극의 역사의 상징을 지니게 되었다. 합스부르크 왕가의 최후의 황제 칼 1세를 포함하여, 거의 모든 역대 헝가리 국왕의 대관식이 이곳에서 행해졌을 뿐만 아니라, 마차시 1세의 2번의 결혼식도 이곳 성당에서 행해졌다. 구 부다 지구에서 두 번째로 큰 성당이다.

## 역사
13세기 중반, 벨라 4세에 의해 고딕 양식의 성당으로서 건축되었다. 부다 성내에 건축되었던 당초에는 성모 마리아 성당이라는 이름이 붙여졌으나, 그 후 1479년에 남쪽 탑의 건축을 포함한 증축을 명한 마차시 1세의 이름을 따라 오늘날에는 마차시 성당이라고 널리 알려지게 되었다.
13세기에 이 자리에 세워진 부다의 첫 번째 교구 본당은 14세기에 고딕 양식으로 재건축되었는데, 공사가 채끝나기도 전에 오스만 제국이 침공했다. 오스만 제국은 1526년, 모하치 전투에서 헝가리 왕국을 격파하고, 그 대부분을 점령하게 된다. 오스만 제국의 침략을 두려워하여, 대다수의 성당의 보물이 브라티슬라바(현, 슬로바키아의 수도. 당시에는 헝가리 왕국의 지배하에 있었고, 1536년부터 1784년까지 헝가리 왕국의 수도였다. )로 옮겨졌다. 1541년부터 145년에 이르는 오스만 제국의 지배는 성당에도 암흑기였다. 1541년에 오스만 제국은 부다를 점령하고, 이후 이 성당은 주요한 모스크가 되었다. 그들은 부다 성을 손에 넣은 뒤 마차시 성당을 모스크로 리모델링했다. 성당은 모스크로 되었을 뿐만 아니라, 더 추가로 타격을 입어, 내부의 벽에 그려져 있던 호화스런 프레스코화는 흰색으로 칠해져 망가지고, 남겨진 비품은 약탈당하였다. 이 와중에 내부 제대 등은 모두 파괴되었고 벽면도 이슬람 고유의 아라베스크 무늬로 장식되었다. 1686년에는 남쪽 탑과 지붕이 붕괴되기도 했다. 얀 3세 소비에스키가 인솔하는 폴란드-리투아니아 연방과 합스부르크 군주국의 반터키 신성동맹에 의한 부다의 포위가 계속되어 (→1686년 대터키 전쟁(Great Turkish War)) 성당의 벽이 동맹 측의 대포에 의해 파괴되었을 때에, 예전부터 봉납되어 오던 마리아 상이 벽 속에 숨겨져 있던 것이 알려졌다. 이 때에 기도 중이었던 오스만 제국의 이슬람 교도의 앞에 마리아 상이 나타나자, 부다 주둔군의 사기는 붕괴되고 이 날, 부다는 함락되어 오스만 제국의 지배가 종결되었다. 이로 인해, 마차시 성당은 "성모 마리아의 기적이 있었던 장소"라고 불린다.
이 성당은 식민 지배가 끝난 뒤 바로크 스타일로 재건축되었다. 19세기 말에서야 성당 본래의 장려한 자태를 되찾자는 움직임이 일어났다. 명성 높은 건축가인 건축가 슐렉 프리제슈(Schulek Frigyes)에 수복 작업이 맡겨졌다. 이 성당은 본래의 13세기의 설계도를 통해 수복되었을 뿐만 아니라, 건설되었던 당초의 고딕 양식의 대부분을 되찾았다. 슐렉 프리제슈가 중세 폐허에서 발굴된 유품을 다시 사용해 본래의 고딕식 건물로 재건축했던 것이다. 또한 슐렉은 헝가리의 대표적인 도기 제조장인 조르나이제(製) 다이아몬드 모양의 기와 지붕과 괴물석상의 물받이 홈통이 떠받치는 첨탑 등, 새로운 그의 독자적인 요소를 가미하여, 수복작업이 끝났을 때에는 대논쟁을 일으켰다. 그러함에도 불구하고, 오늘날에는 부다페스트의 으뜸되는 개성적인 관광 명소의 하나로 지칭되고 있다. 제2차 세계대전 와중에 성당은 다시 심각한 피해를 입었고 전후 복구에만 20년이 걸렸다.

## 참고 문헌
- Schneider, Rolf (2004).  Manfred Leier, 편집. 《100 most beautiful cathedrals of the world: A journey through five continents》. trans. from German by Susan Ghanouni and Rae Walter. Edison, New Jersey: Chartwell Books. 104–105쪽.
- 伊東孝之、萩原直、柴宜弘ほか著. 《東欧を知る事典》. 平凡社. ISBN 4-582-12630-8.